# I Modi
Pour les articles homonymes, voir Modi.
I Modi (Les Façons ou Les Positions), aussi connu comme Les Seize Plaisirs ou sous le titre latin De omnibus Veneris Schematibus, est un livre érotique de la Renaissance italienne, dans laquelle une série de positions sexuelles sont représentées explicitement sous forme de gravures.
Si l'édition originale vénitienne a été vraisemblablement détruite par l'Église catholique, les illustrations de Raimondi réapparaissent dans une édition ultérieure en 1527, elle est accompagnée des Sonnets luxurieux écrits par Pierre l'Arétin, qui décrit les actes sexuels représentés.

## Éditions

### Une édition originale perdue?

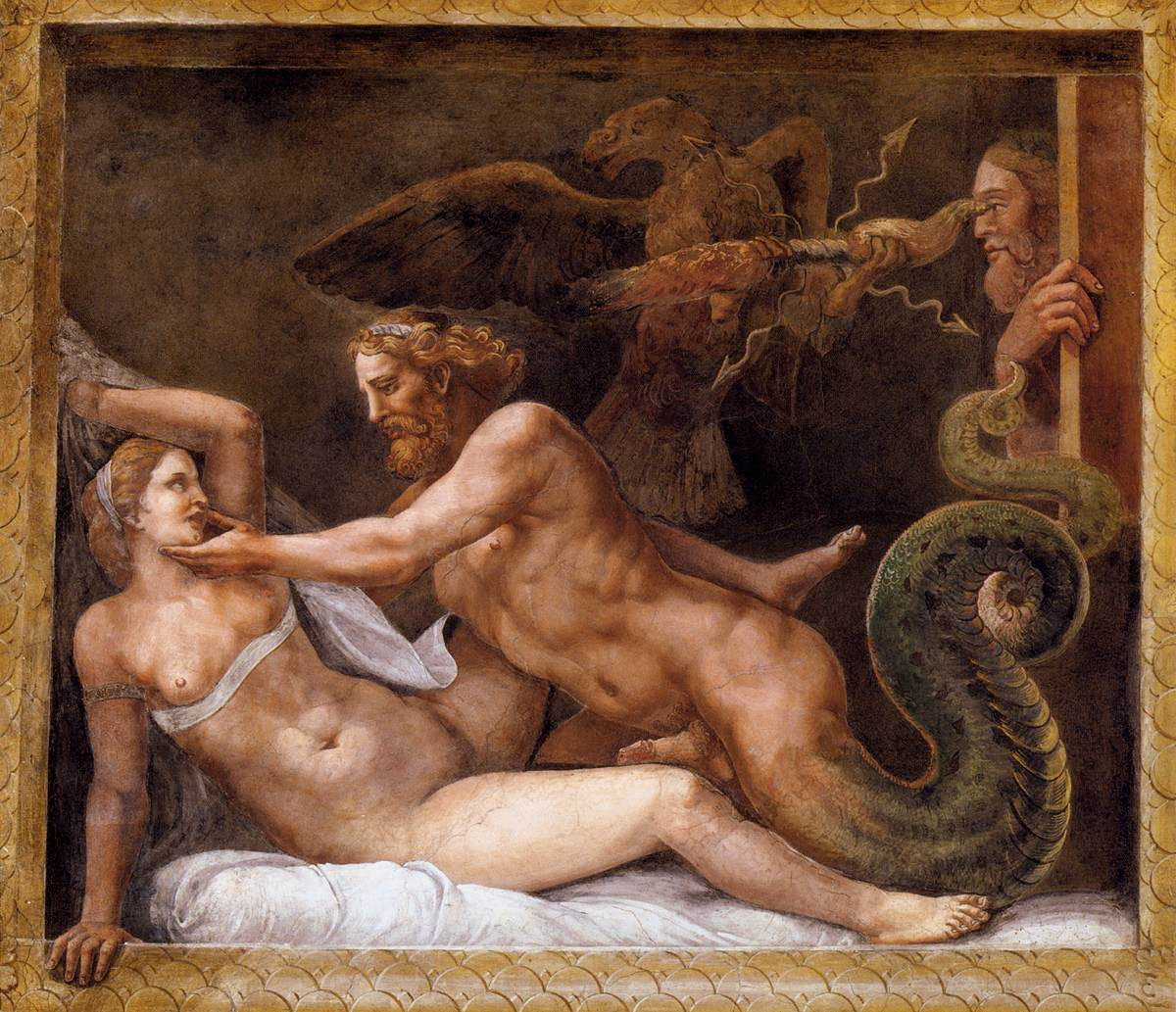
Giulio Romano : Jupiter séduisant Olympias (fresque, vers 1526-1528), salle Amour et Psyché, palais du Te, Mantoue.

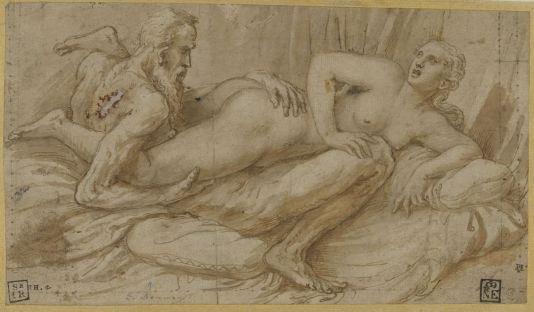
Giulio Romano, Dessin érotique, avant 1530, musée des Beaux-Arts de Budapest.

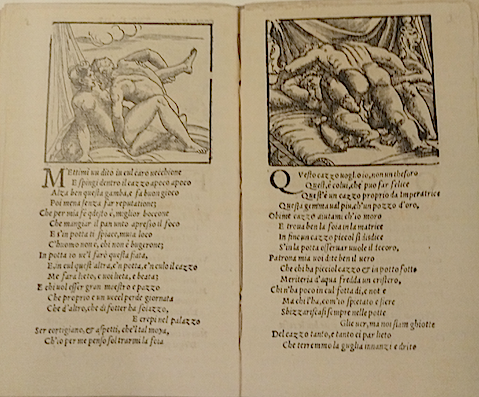
Postures 2 et 3, accompagnées des poèmes idoines de l'Arétin : extrait de l'édition de l'exemplaire Toscanini (ancienne collection Nordmann) composé vers 1555.

Toute cette histoire commence vraisemblablement à Rome, ville sous le contrôle des États pontificaux. Le peintre Giulio Romano, après la mort du pape Léon X, aurait commis une suite de dessins érotiques inspirés des Amours d'Ovide. Était-ce le fruit d'une commande privée du marquis Frédéric II de Mantoue et destinée à l'un de ses cabinets du Palais du Te ? Étaient-ce des dessins préparatoires à une série de toiles ou de fresques ? On consultera à ce propos le détail de la fresque située dans ce palais, salle Amour et de Psyché, intitulée Jupiter séduisant Olympias (Giove seduce Olimpiade d'Epiro), où Jupiter apparaît, à droite, en érection. Toujours est-il que certains de ces dessins, exécutés à la plume, parvinrent à la connaissance du nouveau pape, Adrien VI, d'origine hollandaise, et déchaînèrent sa colère. De mœurs très austères, il fit suspendre les commandes en cours faites à tous les élèves de Raphaël. En 1523, un nouveau pape est élu, Clément VII. Loin de tempérer les foudres de son sévère prédécesseur, il relance la procédure judiciaire à propos de ces dessins, mais celle-ci sera finalement suspendue à la suite d'événements politiques, dont le sac de Rome (1527), mais surtout grâce à l'influence de la famille Médicis, à laquelle appartenait le pape, qui finit par le décider à rendre sa protection à Giulio Romano et à diverses personnes impliquées dans cette affaire, dont le graveur Marcantonio Raimondi.
Graveur de Raphaël, Raimondi avait été emprisonné, à la suite de cette affaire de dessins érotiques : en 1524, il en aurait tiré 16 gravures sur cuivre, et commencé un tirage, provoquant un immense scandale, et conduisant à la destruction de toutes les estampes. Cette édition — qui devait se présenter sous la forme d'un album ou portfolio — est désormais considérée comme perdue — bien qu'il ne fut pas clairement établi si les cuivres avaient échappé à la colère des agents papaux, ou si, quelqu'un n'avait pas eu le temps de les copier ou d'en sauvegarder les calques ou esquisses.

### Les sonnets s'ajoutent aux images

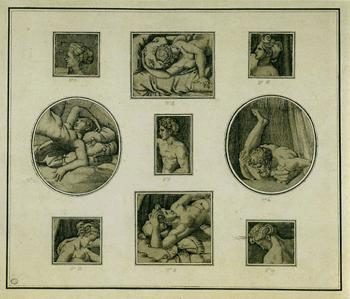
Neuf gravures, conservées au British Museum, appartenant à la suite I Modi, exécutées par « Agostino Veneziano » [?] : en 2004, il est prouvé par James Grantham Turner qu'il ne s'agit pas ici des images issues de la seconde édition.

À partir de ces gravures, Pierre l'Arétin compose ensuite seize sonnets sexuellement explicites, une suite poétique appelée Sonnets luxurieux, et dit avoir obtenu la libération de Raimondi. Le nouvel ouvrage est publié en 1527, avec ses poèmes. C'est la première fois que le texte érotique et les images sont combinées.
La papauté fait saisir une fois de plus tous les exemplaires accessibles. Raimondi, de nouveau mis en prison, s'évade à cette occasion. Aucune copie originale de cette édition n'a survécu. L'Arétin échappe à une tentative d'assassinat et se réfugie à Venise, où il dit avoir entrepris une nouvelle édition en 1537, ce dont plusieurs lettres témoignent. 
Raimondi meurt vers 1534, Romain en 1546, et L'Arétin en 1556 : à partir de là, le mystère ne fait que s'épaissir.
L'ouvrage de l'Arétin, comme toute son œuvre, est inscrit à l’Index en 1558.

### Ce que l'on sait
Des dessins ou esquisses érotiques de la main de Jules Romain ont été retrouvées. Les cuivres originaux de Raimondi restent disparus. Dès lors, il est impossible de faire le lien entre les deux, et encore moins avec les poèmes de L'Arétin. Toutefois, en 1928 fut localisé un ouvrage — appelé « volume Toscanini », — contenant 14 poèmes de L'Arétin accompagnés de 14 gravures sur bois, dont l'attribution supposée en a été faite à Agostino Veneziano (cf. image ci-contre), avec une date d'exécution postérieure à 1537. L'ouvrage est vendu par Christie's le 27 avril 2006 pour la somme de 325 600 euros (collection particulière).
Par ailleurs, depuis les années 1820, neuf fragments de gravures étaient conservés au British Museum (cf. image ci-contre) et que les conservateurs, dès cette époque, reliaient au mythique ouvrage I Modi : elles donnèrent lieu à beaucoup de spéculations, dont entre autres des extrapolations et reconstitutions de la part de Jean-Frédéric Waldeck, aujourd'hui largement remises en question.
Ce que l'on sait également, c'est que I Modi, enrichi de ces poèmes, va donner lieu, à travers un phénomène éditorial assez unique, à de nombreuses imitations, et ce, durant près de quatre siècles.

### AuXVIIesiècle
Après 1600, en France, on appelle déjà « figures de l'Arétin », toute sorte d'image jugée obscène,.

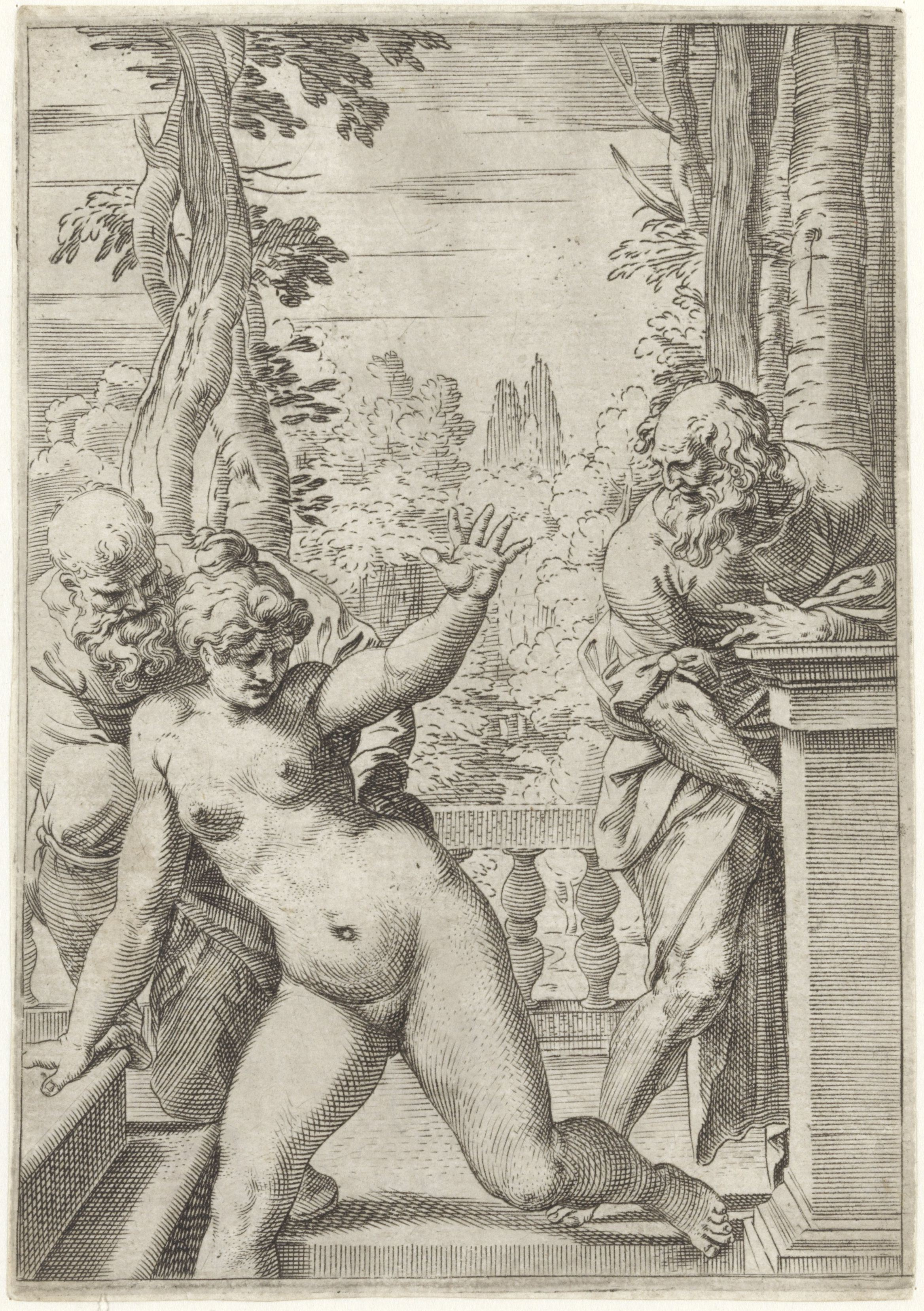
Agostino Carracci : Suzanne et les deux vieillards, burin, vers 1590-1595 : l'une des gravures de la série Lascives.

Une nouvelle série de gravures de positions sexuelles explicites est réalisée soit par Camillo Procaccini, soit par Agostino Carracci. Ce dernier produisit effectivement en 1590 et 1595, une suite de gravures appelée Lascives : ce sont 20 planches peut-être inspirées de Raimondi. Elles vont être diffusées sous le manteau, avec un titre accommodant, Les Amours des Dieux, d'autant qu'elles s'inspirent en partie des fresques de la voûte de la galerie Farnèse auxquelles il contribua. Cette série sera imitée durant près de trois siècles en Europe, et accolée à diverses réimpressions ultérieures des poèmes de l'Arétin,.
Toujours au XVIIe siècle, un fellow du All Souls College d'Oxford s'est aventuré à l'Oxford University Press et à lancer l'impression des Sonnets luxurieux de l'Arétin accompagnés de gravures érotiques, dont on se sait de quel graveur original elles étaient : les étudiants firent eux-mêmes le travail de transcription sur cuivre. Le doyen, le Dr John Fell, a confisqué les cuivres estudiantins et menacé d'expulsion les personnes impliquées. Le texte des sonnets de l'Arétin, cependant, a survécu.

### AuXVIIIesiècle
Leur production s'est déroulée dans un environnement post-tridentin qui encourageait l'art religieux et restreignait l'art profane et public. En 1787, paraissait L'Arétin français par un membre de l'Académie des dames, comportant dix-huit gravures de François-Rolland Elluin, d'après des dessins d'Antoine Borel. Dans une édition de 1798, à Paris, chez Pierre Didot, l'ouvrage est publié sous le titre L'Arétin d'Augustin Carrache. Recueil de postures érotiques, d'après les gravures à l'eau forte par cet « artiste célèbre, avec le texte explicatif des sujets d'Agostino Carracci, également connu d'un autre titre, Une collection de poses érotiques, d'après les gravures de Carracci, de cet artiste célèbre, avec les textes explicites sur le sujet. Cet artiste célèbre est probablement Jacques Joseph Coiny (1761-1809). Mais il est désormais considéré comme douteux que les gravures de Coiny s'inspirent de celles de Carracci. Les recherches récentes montrent que ces gravures publiées par Didot, exécutées anonymement par Coiny, seraient en réalité inspirées de Pieter de Jode l'Ancien, qui, dès avant 1634, produit à Anvers, une suite gravée, « d'après les dessins d'Agostino » [sic]. Par ailleurs, il n'est pas du tout certain que ces derniers dessins s'inspirent des gravures de Raimondi. Le mystère donc demeure.

## Liste des estampes gravées par Coiny (1798)
Plusieurs éléments de l'œuvre suggèrent une connaissance érudite des textes classiques, car tous les couples représentés appartiennent au monde grec ou romain et vont des divinités (par exemple Jupiter et Junon) aux amoureux célèbres (par exemple Antoine et Cléopâtre). L'artiste a parfois minoré l'aspect obscène, ajoutant à chaque personnage ses attributs traditionnels, par exemple :
- les apparats luxueux des banquets de Cléopâtre, abandonnés en bas à gauche de la scène d'amour ;
- les armes d'Achille, également abandonnées dans le coin inférieur gauche.

Cette suite de 19 estampes a inspiré de nombreux artistes au cours des siècles suivants, comme Paul Avril.
| Image | No. | Titre                                 | Masculin                            | Féminin        | Position                                                                                       | Notes                                                                           |
| ----- | --- | ------------------------------------- | ----------------------------------- | -------------- | ---------------------------------------------------------------------------------------------- | ------------------------------------------------------------------------------- |
|       | 1   | Vénus genitrix                        | -                                   | Vénus genitrix | -                                                                                              | Allégorie équivalente à un frontispice                                          |
|       | 2   | Pâris et Oenone                       | Pâris                               | Oenone         | Côte à côte, l'homme au-dessus                                                                 |                                                                                 |
|       | 3   | Angélique et Médor                    | Médor                               | Angélique      | Femme sur le dessus                                                                            | Personnages de l’Orlando furioso                                                |
|       | 4   | Le satyre et la nymphe                | Satyre                              | Nymphe         | Position du missionnaire (homme sur le dessus et debout, femme couchée)                        |                                                                                 |
|       | 5   | Julia avec un athlète                 | Un athlète                          | Julia          | Position inversée, femme debout guidant le pénis                                               | Julia épouse de Tibère, décrite dans les Vie des douze Césars                   |
|       | 6   | Hercule et Déjanire                   | Hercule                             | Déjanire       | Position du missionnaire (femme soutenue par un homme)                                         |                                                                                 |
|       | 7   | Mars et Vénus                         | Mars                                | Vénus          | Couple allongé, femme au-dessus de l'homme, le pied gauche de celle-ci soutenu par un tabouret |                                                                                 |
|       | 8   | Culte de Priape                       | Pan, ou satyre mâle                 | Ménade         | Missionnaire (homme debout, femme assise) à côté d'une statue de Priape                        |                                                                                 |
|       | 9   | Antoine et Cléopâtre                  | Marc Antoine                        | Cléopâtre      | Femme et homme côte à côte                                                                     | Femme guidant le pénis                                                          |
|       | 10  | Bacchus et Ariane                     | Bacchus                             | Ariane         | Position dite du « saute-mouton » (ou « brouette »)                                            |                                                                                 |
|       | 11  | Polyenos et Chriseis                  | Polyenos                            | Chryseis       | Missionnaire (homme en haut et debout, femme couchée)                                          | Récit rapporté par Pétrone                                                      |
|       | 12  | Un satyre et son épouse               | Satyre                              | Ménade         | Missionnaire (homme debout, femme assise)                                                      |                                                                                 |
|       | 13  | Jupiter et Junon                      | Jupiter                             | Junon          | L'homme est en partie debout, la femme est couchée, en équilibre, main appuyée sur une table   |                                                                                 |
|       | 14  | Messaline dans un lupanar             | Client                              | Messaline      | Missionnaire (femme couchée, homme debout)                                                     | Une employée-voyeuse éclaire la scène                                           |
|       | 15  | Achille et Briséis                    | Achille                             | Briséis        | Debout, l'homme soutient entièrement la femme qui s'agrippe à son cou                          | D'après Iliade                                                                  |
|       | 16  | Ovide et Corinne                      | Ovide                               | Corinne        | Missionnaire (homme en haut, femme guidant le pénis en érection dans son vagin)                |                                                                                 |
|       | 17  | Énée et Didon accompagnés par Cupidon | Énée                                | Didon          | L'homme avec l'index de la main gauche caresse le vagin de la femme qui est de dos             |                                                                                 |
|       | 18  | Alcibiade et Glycera                  | Alcibiade                           | Glycera        | Missionnaire (homme debout un pied sur un petit tabouret, femme couchée et jambes en l'air)    | Glycera est l'épouse du peintre Pausias                                         |
|       | 19  | Pandora                               | Épiméthée (figure couronnée) et Pan | Pandore        | Côte à côte                                                                                    | Un homme portant une bougie éclaire la scène et intervient pour stopper un viol |

## Les bois du volume Toscanini (vers 1555) avec équivalences
Cette analyse (incomplète) a été publiée en 2017 par James Gratham Turner.
| Image (v. 1555) | No. | Sonnet (1er vers)                        | Correspondance | Notes                                                                        |
| --------------- | --- | ---------------------------------------- | -------------- | ---------------------------------------------------------------------------- |
|                 | 1   | Fottiamci, anima mia, fottiamci presto   |                | La gravure ci-contre est attribuée à Agostino Veneziano                      |
|                 | 2   | Mettimi un dito in cul, caro vecchione   |                | Fragment ci-contre attribué à Agostino Veneziano                             |
|                 | 3   | Questo cazzo vogl'io, non un tesoro!     |                |                                                                              |
|                 | 4   | Posami questa gamba in su la spalla      |                | Fragment ci-contre attribué à Agostino Veneziano                             |
|                 | 7   | Ove il mettrete voi? Ditel' di grazia    |                | Fragment ci-contre attribué à Agostino Veneziano                             |
|                 | 8   | E saria pur una coglioneria              |                |                                                                              |
|                 | 9   | Questo è pur un bel cazzo lungo e grosso |                | Fragment ci-contre attribué à Agostino Veneziano                             |
|                 | 10  | Io 'l voglio in cul. - Tu mi perdonerai  |                | Fragment ci-contre attribué à Agostino Veneziano                             |
|                 | 11  | Apri le cosce, acciò ch'io vegga bene    |                | Gravure anonyme (fin XVIe s.), Vienne, Albertina                             |
|                 | 12  | Marte, maledettissimo poltrone!          |                |                                                                              |
|                 | 13  | Dammi la lingua, appunta i piedi al muro |                |                                                                              |
|                 | 14  | Non tirar, fottutello di Cupido          |                |                                                                              |
|                 | 15  | Il putto poppa, e poppa anche la potta   |                | Miri ciascuno, a cui chiavando duole (variante édition française de 1882)    |
|                 | 16  | Sta cheto bambin mio; ninna, ninna!      |                | Tu pur a gambe in collo in cul me l'hai (variante édition française de 1882) |